# عبد الأمير الأنباري
عبد الأمير علي الأنباري مسؤول عراقي في عهد حكومة أحمد حسن البكر ثم صدام حسين، خبير في المفاوضات الدولية، عُيّنَ مديراً للدائرة القانونية بشركة النفط الوطنية سنة 1967م، ثم معاوناً لمدير عام شؤون النفط (1972)، ومديراً عاماً (وكالةً) في وزارة النفط والمعادن (1974)، ورئيساً لمجلس إدارة الصندوق العراقي للتنمية الخارجية (1978)، وسفيرا في المملكة المتحدة وإيرلندة (1987)، وسفيراً فوق العادة للعراق في الولايات المتحدة في 20 تشرين الأول سنة 1987م، وممثلاً دائماً للعراق في الأمم المتحدة في 6 آب سنة 1990 حتى سنة 1992، ثم كبيراً للمفاوضين في اتفاقية النفط مقابل الغذاء، ومندوباً للعراق لدى اليونسكو في باريس، وكان عضواً في مجلس أمناء مركز دراسات الوحدة العربية. وسفيرا للعراق لدى الفاتيكان (2001)، خريج جامعة بغداد، وجامعة هارفارد.